# Sbor pověřenců 21. února 1945 – 11. dubna 1945
Sbor pověřenců 21. února 1945 – 11. dubna 1945 působil jako vládní orgán na osvobozeném území Slovenska na konci druhé světové války v období únor - duben 1945. Šlo v pořadí o čtvrtý Sbor pověřenců.

## Složení Sboru pověřenců
- pověřenec pro věci vnitřní:
  - Gustáv Husák (zástupce Ivan Pietor)
- pověřenec pro zemědělství a pozemkovou reformu:
  - Ján Ursíny (zástupce Michal Falťan)
- pověřenec pro finance:
  - Tomáš Tvarožek
- pověřenec pro průmysl, živnosti a zásobování:
  - Peter Zaťko a Ján Púll
- pověřenec pro školství a osvětu:
  - Ondrej Pavlík
- pověřenec pro soudnictví:
  - Ivan Štefánik
- pověřenec pro sociální péči:
  - Felix Vašečka
- pověřenec pro železnice:
  - Kornel Filo
- pověřenec pro pošty a telegraf:
  - František Komzala
- pověřenec pro zdravotnictví:
  - Viliam Thurzo
- pověřenec pro veřejné práce:
  - Jozef Styk
- pověřenec pro věci vojenské:
  - Mikuláš Ferjenčík (zástupci Anton Rašla a Vladimír Slávik)